# Ponedera
Ponedera es un municipio colombiano situado en el norte del país, en el departamento del Atlántico. Limita con los municipios de Palmar de Varela, Salamina, Sabanalarga, Candelaria, Campo de la Cruz y con el río Magdalena. Se sitúa a 40 km de la capital departamental, Barranquilla.

## División Político-Administrativa
Además de su cabecera municipal, Ponedera tiene bajo su jurisdicción los siguientes centros poblados:
- La Retirada
- Martillo
- Puerto Giraldo
- Santa Rita

## Historia
El 23 de noviembre de 1743, cuando veinticuatro cabezas de familia, según José A Blanco, en calidad de colonos libres dispersos a lo largo y ancho de montes y selvas careciendo de todo pasto espiritual y de subordinación a la justicia, con vida silenciosa, cometiendo excesos, amparados por la falta de autoridad, fueron reducidos a Villa según la expresión del cura Joseph Valentín Rodríguez para ser concentrados en dos sitios por orden del Virrey Eslava, después de que se pensó en una sola ubicación bien Sabanalarga según unos y otros en la Ponedera, resolviendo establecer dos sitios conforme al querer de los colonos.
Fue así como surgió el sitio de Sabanalarga con 186 vecinos y la Ponedera con 24 viviendas, allí surgieron simultáneamente los núcleos poblacionales de los sitios indicados, el último en el lugar que se conoció con el nombre de Barrancas de Mendoza, por Alonso de Mendoza lugarteniente de don Pedro de Heredia fundador de Cartagena de Indias en 1533.
Las ponederas
El lugar más tarde se conoció con el nombre de las Ponederas, porque a las playas que dejaba el río Magdalena durante la época de sequía concurrían las iguanas, tortugas, hicoteas, etc. a desovar. Con este nombre pasó a la historia en calidad de viceparroquia y más tarde pasó a ser corregimiento de Sabanalarga hasta 1965, cuando fue elevada a la categoría de municipio. De Ponedera dijo el cura Joseph Valentín Rodríguez “que era un hermoso y bello lugar, el más adecuado para concentrar a los colonos libres y dispersos en más de 38 sitios”.
Ponedera como parroquia era reconocida por la curia como Parroquia San José de Puerto Alegre, porque en una época fue bautizada con ese nombre, pero primó más el apodo de Ponedera, que es el nombre con que se conoce hoy el municipio. Hoy en día en la curia podemos encontrar a la parroquia de este municipio con el nombre de San José de Ponedera. Al hablar del número de familias que integraron la fundación de Ponedera, encontramos en el censo de 1745 la cantidad de 35 familias habitando en 24 casas, que fueron construidas por ellos mismos con palma como techo y como paredes horcones caña brava, bejucos y barro.

## Geografía

### Generalidades
El municipio de Ponedera tiene una extensión de 204 km² y se encuentra localizado en la región centro - oriental del departamento del Atlántico.
Debido a su posición estratégica se le considera un centro satélite y la carretera principal que atraviesa el municipio facilita una rápida comunicación con Barranquilla.
Ponedera se conforma por un núcleo urbano básico, el cual sus servicios y sus actividades económicas que presta el municipio, son las que requiere una comunidad para su funcionamiento.
Los corregimientos, centros poblados menores, son funcionalmente dependientes de la cabecera en función de la administración municipal de Ponedera y de algunos de los servicios que ella pueda prestar, pero en muchos de ellos, y en función de otros servicios se trasladan a Barranquilla.

### Área topográfica
Con una altura de 10 m s. n. m. , es propicio encontrar una topografía plana y ondulada, con un suelo mixto, arcilloso y arenoso; también encharcamientos en época de lluvia. Gracias a sus características climáticas y topográficas el municipio es un sitio apto para cultivos transitorios, permanentes y semipermanentes, siendo así una vía al desarrollo.

### Límites
El municipio de Ponedera tiene los siguientes límites: al norte limita con los municipios de Palmar de Varela, Santo Tomás y Polonuevo; al sur con los municipios de Campo de la Cruz y Candelaria; por el oriente el Río Magdalena y atravesándolo hasta limitar con el municipio de Salamina - Departamento de Magdalena y al occidente los municipios de Sabanalarga, Baranoa
y Candelaria.
|                               | Norte: Palmar de Varela          |
| Oeste: Sabanalarga Candelaria |                                  |
|                               | Sur: Campo de la Cruz Candelaria |

### Población
Según el censo realizado por el DANE en 2018 y a las proyecciones realizadas por dicho organismo, la población total del municipio de Ponedera es de 23.420 hab. Siendo 9.502 hab. cabeza de familia y 8.928 hab. el resto de habitantes.
Ver anexo: Anexo:Municipios de Colombia por población

## Economía
La principal actividad económica es la agricultura la que permite la comercialización de diferentes productos alrededor de municipios vecinos; el tomate, maíz, yuca, melón, patilla, zaragoza, ají y guayaba son los productos más cultivados. Gracias a las periódicas inundaciones que se manifiestan alrededor del año la agricultura tiene una muy baja productividad, no solo por eso, si no también la escasa inversión pública y privada que no permiten el crecimiento y desarrollo laboral de la población campesina. La ganadería es de tipo extensiva y por eso solo se dedica un bajo porcentaje de la población a esta actividad, se carecteriza en su mayoría por ganado bovino cubriendo así un porcentaje 90%, le siguen los equinos con el 4,6%, los caprinos con 4,2% y los porcinos con el 1%. La pesca y la avicultura son actividades que aún están lejos para que generen ganancias al municipio.

## Vías de comunicación

### Terrestres

#### Vías urbanas
La malla vial urbana del municipio de Ponedera se compone de 33.50 Kilómetros de las cuales solo 9.10 km está pavimentado, esto es igual a un 25.63% de la longitud de las vías urbanas. 

#### Vía rural
Las vías que existen como forma de acceso a los corregimientos se encuentran en excelente estado. Además cuenta con una malla vial que permite comunicarse con las diferentes veredas cercanas, y con las zonas de producción agrícola y pesquera. Estas carreteras con un 80% se consideran carreateables siendo así solo en la estación de verano, mientras que en invierno desmejoran notablemente dificultando el tránsito de vehículos, personas y animales.

### Fluviales
La vía fluvial más importante del municipio de Ponedera es el río Magdalena, es considerado un importante medio de comunicación porque permite el tráfico de embarcaciones como canoas, balsas y pequeños barcos a vapor. Estas embarcaciones transportan hacia los corregimientos y municipios cercanos productos agrícolas en los cuales se destacan el tomate, el melón y el maíz, que son producidos en la región.

## Servicios públicos
- Energía Eléctrica: Air-e, del grupo EPM, es la empresa prestadora del servicio de energía eléctrica.
- Gas Natural: Gases del Caribe es la empresa distribuidora y comercializadora de gas natural en el municipio.
- Agua y Alcantarillado: Triple A es la empresa prestadora del servicio de agua y alcantarillado.